# Repetidor celular
Un repetidor celular o amplificador de señal celular inalámbrico, llamado amplificador bidireccional (o BDA) en la industria de telecomunicaciones inalámbricas, es un dispositivo usado para levantar la señal de teléfonos celulares en el área local con el uso de una antena de recepción, un amplificador de señal y una antena de redispersión interna. Son similares a las torres celulares usadas por los proveedores, pero mucho más pequeñas, usualmente para el uso sobre una sola construcción. Los repetidores modernos funcionan redispersando la señal dentro de la construcción. Estos sistemas generalmente usan una antena externa direccional para recibir mejor la señal, que es luego transmitida a una unidad amplificadora que amplifica la señal y la retransmite localmente, provocando una mejora significativa en la fortaleza de la señal. Los modelos más avanzados ofrecen también acceso a múltiples bandas de frecuencia simultáneamente, por lo que son apropiados para uso tanto comercial como hogareño.[cita requerida]
Otras ventajas de los repetidores incluye un incremento en la duración de la vida de la batería y un menor nivel de emisiones de radiación del teléfono (ambos debido a la menor potencia requerida para transmitir la señal al amplificador bidireccional, debido a su proximidad con el dispositivo).

## Componentes típicos

### Antena direccional externa
Aunque algunos de los modelos más económicos no incluyen una antena direccional externa, es crucial para proveer una ganancia significante en la fortaleza de la señal. Esto se debe a que esta puede ser orientada y ubicada fuera para proveer la mejor señal posible, usualmente alineándola con la torre celular más cercana. Generalmente mientras más grande sea la antena externa mejor será la señal, aunque una pequeña correctamente orientada puede proveer mejor señal que la antena interna de cualquier teléfono celular. Puede ser alineada por profesionales o también se puede incluir un monitor de fortaleza de señal para facilitar la alineación.

### Antena de redispersión interna
Los mejores sistemas generalmente incluyen una antena interna monopolo (aunque el tipo de antena no está estandarizado) para redispersar la señal internamente. La ventaja de usar una antena monopolo es que la señal no depende del ángulo en el que está el teléfono en comparación con la alineación aérea

### Amplificador de señal
Todos los modelos modernos incluyen un amplificador de señal. Incluso los más económicos para uso hogareño proveen alrededor de 30 dB de ganancia y mucho de los modelos más costosos entregan más de 50 dB.[cita requerida] Debe resaltarse sin embargo, que la escala con la que son medidos los decibelios es logarítmica, lo que quiere decir que 30 dB representan un incremento en la señal de 1000 veces, y que las amplificaciones mayores de 50 dB serán inútiles sin una muy buena y muy bien alineada antena. Esto se debe a la dificultad de filtrar correctamente la señal del ruido de fondo que será amplificado de la misma manera, y el límite máximo de la potencia del amplificador de señal (típicamente de alrededor de 5 dBm que son aproximadamente 3.2 mW). La ganancia de potencia se calcula con la siguiente ecuación:
{\displaystyle \quad P_{\mathrm {dB} }=10\log _{10}\left({\frac {P}{P_{0}}}\right)\ }

### Multas
Hay que tomar en cuenta que es un delito interferir en las frecuencias asignadas, así que una antena o amplificador mal instalado puede derivar en una demanda de la empresa que tiene esa frecuencia, por lo que es muy importante hacerlo correctamente.